# Rita Leviová-Montalciniová
Rita Leviová-Montalciniová, nepřechýleně Levi-Montalcini (22. dubna 1909 Turín – 30. prosince 2012, Řím) byla italská neuroložka židovského původu, objevitelka nervového růstového faktoru, který je klíčový pro vývoj a uspořádání nervových buněk. Je považována za jednu z nejvýznamnějších neuroložek 20. století, obdržela ta nejprestižnější ocenění ve svém oboru, včetně ceny Alberta Laskera za základní lékařský výzkum a Nobelovy ceny za fyziologii a lékařství (obě v roce 1986 spolu se Stanleym Cohenem). Jejich výzkum přispěl k lepšímu pochopení mnoha onemocnění, včetně nádorů, vývojových vad a stařecké demence.
Byla členkou Papežské akademie věd (nominována v roce 1974) a Národní akademie věd Spojených států amerických (od 1968), rytířkou velkokříže Řádu zásluh o Italskou republiku (od 1987) a doživotní senátorkou Itálie (od 2001). Až do jejího úmrtí šlo o nejstarší žijící nositelku Nobelovy ceny a o jediného laureáta v historii, který se dožil 100 let věku.

## Mládí a studia
Levi-Montalciniová se narodila 22. dubna 1909 v Turíně italským židovským rodičům. Byla z dvojčat a se sestrou Paolou byly nejmladší ze čtyř dětí. Matka byla malířka Adele Montalcini a otec elektroinženýr a matematik Adamo Levi. Nejstarší bratr Gino (1902–1974) se stal jedním z nejznámějších současných italských architektů a profesorem na univerzitě v Turíně, sestra Paola (1909–2000) byla významnou italskou malířkou.
Jako teenager Rita uvažovala o tom, že se stane spisovatelkou, obdivovala švédskou spisovatelku Selmu Lagerlöf, ale když blízká rodinná přítelkyně zemřela na rakovinu žaludku, rozhodla se pro studium medicíny. Autoritářský otec neschvaloval vzdělávání žen po ukončení základní školy, protože se obával, že by mohlo ohrozit jejich případnou roli manželky a matky, ale nakonec dceřinu snahu stát se lékařkou podpořil. Do té doby měla žalostné vzdělání, a tak se za osm měsíců naučila roky řečtiny, latiny a matematiky a poté v roce 1930 nastoupila na lékařskou fakultu na Turínské univerzitě. V té době na lékařské fakultě studovalo pouze sedm žen, včetně Ritiny sestřenice Eugenie. Mezi jejich spolužáky patřili dva pozdější nositelé  Nobelovy ceny za fyziologii a lékařství Salvador Luria (1969) a Renato Dulbecco (1975).
Během univerzitního studia Levi-Montalciniovou velmi ovlivnil neurohistolog Giuseppe Levi, díky němuž se začala zajímat o vývoj nervové soustavy.

## Vědecká kariéra
Po absolvování doktorského studia v roce 1936 zůstala Levi-Montalciniová na univerzitě jako Leviho asistentka, ale v roce 1938 přišla o práci, když italský fašistický režim přijal zákony zakazující Židům vstup na univerzity a do hlavních profesí.
Během druhé světové války si zřídila laboratoř ve své ložnici v Turíně, vyráběla si skalpely ze šicích jehel, používala malé oftalmologické nůžky a hodinářské kleštičky a s těmito nástroji a inspirována článkem embryologa Viktora Hamburgera pitvala kuřecí embrya a pod mikroskopem studovala růst jejich motorických neuronů (nervové buňky zodpovědné za řízení pohybu). Zjistila, že nervové buňky odumírají, když jim chybí cíl a položila tak základy pro mnoho svých pozdějších experimentů. Později, když se k pokusům připojil také její lektor Giuseppe Levi, se dům Levi-Montalciniových stal místem setkávání jeho studentů.
Své tehdejší zkušenosti popsala o desítky let později ve vědeckém dokumentárním filmu Death by Design: Where Parallel Worlds Meet (tj. „Smrt podle plánu: setkání paralelních světů“,1997). Ve filmu vystupuje také její dvojče Paola, která se stala uznávanou umělkyní známou především svými hliníkovými sochami, jež mají díky bílému reflexnímu povrchu vnášet do místností světlo.
Když Itálie vstoupila do války na straně Německa, těžké bombardování Turína v letech 1941 a 1942 donutilo Levi-Montalciniovou a její rodinu opustit město a hledat útočiště ve venkově. Tam znovu vybudovala svou laboratoř v obtížnějších a primitivnějších podmínkách než dříve a pokračovala ve výzkumu oplodněných vajíček, která získávala od místních farmářů. Vejce ohřívala v jednoduchém domácím inkubátoru. Navzdory primitivním pracovním podmínkám se jí dařilo po celou dobu pokračovat ve výzkumu a po válce své výsledky publikovala ve Spojených státech.
Když Němci v září 1943 napadli Itálii, rodina uprchla na jih do Florencie, kde pod falešnou identitou přežila holokaust pod ochranou několika nežidovských přátel. Po osvobození Florencie v srpnu 1944 pracovala Levi-Montalciniová několik měsíců jako lékařka ve spojeneckém táboře. Po skončení války v květnu 1945 se s rodinou vrátila do Turína, kde navázala na práci asistentky svého učitele Giuseppe Leviho na Turínské univerzitě.
Levi-Montalciniová publikovala v zahraničních vědeckých časopisech a dva její články zaujaly Viktora Hamburgera, vedoucího katedry zoologie Washingtonovy univerzity v St. Louis. V září 1947 přijala Hamburgerovo pozvání ke spolupráci jako vědecká pracovnice. Ačkoli původně plánovala zůstat na Washingtonově univerzitě necelý rok, nakonec zůstala téměř třicet let. V roce 1951 byla jmenována docentkou zoologie a v roce 1958 řádnou profesorkou.
Na počátku šedesátých let začala Levi-Montalciniová dělit svůj čas mezi St. Louis a Itálii. Na Vyšším zdravotním institutu v Římě založila laboratoř, která se v letech 1961-1969 podílela na společném výzkumném programu s Washingtonskou univerzitou. V roce 1969 založila v Římě laboratoř buněčné biologie Italské národní rady pro výzkum a do roku 1979 působila jako její ředitelka a poté jako hostující profesorka. V roce 1977 odešla do důchodu jako emeritní profesorka biologie. Po odchodu do důchodu napsala několik populárně vědeckých knih.
Na Washingtonově univerzitě Levi-Montalciniová léta spolupracovala s výzkumníkem Stanleym Cohenem při hledání „příčin růstu“ a v 50. letech 20. století objevila nervový růstový faktor (NGF), který je zodpovědný za vývoj a usporádání nervových buněk. Ukázala, že transplantace nádorů z myší do kuřecích embryí vyvolala rychlý růst embryonálního nervového systému. Došla tak k závěru, že nádor uvolňuje faktor, který podporuje růst nervů a ovlivňuje určité typy buněk. Za svůj významný výzkum získala několik světových cen, včetně Nobelovy ceny za fyziologii a lékařství v roce 1986 za objev NGF. V témže roce obdržel Nobelovu cenu také její kolega Stanley Cohen za objev epidermálního růstového faktoru (EGF).

## Aktivismus
Po celý život spojovala výzkum s rozsáhlou veřejnou činností. V roce 1999 byla jmenována ambasadorkou Organizace pro výživu a zemědělství (FAO) při OSN, v rámci které publikovala mnoho informací o problematice hladovění a zapojila se do široké veřejné činnosti v boji proti hladomoru ve světě. Založila nadaci Levi-Montalcini, která poskytuje stipendia a podporuje vzdělávací programy po celém světě, zejména pro ženy v Africe. V roce 2001 ji italský senát jmenoval doživotní senátorkou.

## Osobní život
Levi-Montalciniová se nikdy nevdala a neměla děti. V rozhovoru z roku 2006 řekla: „Nikdy jsem o tom nepochybovala ani toho nelitovala... Můj život byl naplněn prací, vynikajícími lidskými vztahy a zájmy. Nikdy jsem se necítila osamělá.“ Zemřela ve svém domě v Římě 30. prosince 2012 ve věku 103 let.

## Publikace
- Elogio dell'imperfezione, Gli elefanti Saggi, Garzanti, 1999 (nuova edizione accresciuta).
- Origine ed Evoluzione del nucleo accessorio del Nervo abducente nell'embrione di pollo, Tip. Cuggiani, 1942
- Elogio dell'imperfezione, Garzanti, 1987
- NGF : apertura di una nuova frontiera nella neurobiologia, Roma Napoli, 1989
- Sclerosi multipla in Italia : aspetti e problemi, AISM, 1989
- Il tuo futuro, Garzanti, 1993
- Per i settanta anni della Enciclopedia italiana, 1925–1995, Istituto della Enciclopedia italiana, 1995
- Senz’olio contro vento, Baldini & Castoldi, 1996
- L’asso nella manica a brandelli, Baldini & Castoldi, 1998
- La galassia mente, Baldini & Castoldi, 1999
- Cantico di una vita, Raffaello Cortina Editore, 2000
- Un universo inquieto, 2001
- Tempo di mutamenti, 2002
- Abbi il coraggio di conoscere, 2004
- Tempo di azione, 2004
- Eva era africana, 2005
- I nuovi Magellani nell’er@ digitale, 2006
- Tempo di revisione, 2006
- Rita levi-Montalcini racconta la scuola ai ragazzi, 2007